# 야코브 포울센
야코브 벤딕스 웃 포울센(덴마크어: Jakob Bendix Uhd Poulsen, 1983년 7월 7일 ~ ), 짧게는 야코브 포울센(덴마크어: Jakob Poulsen)은 덴마크의 전 축구 선수로, 포지션은 미드필더다.

## 선수 경력

### 성장기
야코브 포울센은 네스비에르 RUI에서 학원 축구를 시작하여, 에스비에르 fB의 유소년 시스템 체계 속에서 성장하였다.

### 에스비에르 fB
2001년 9월 폴센은 오베 페데르센 감독의 선택을 받아, 에스비에르에서 성인 무대 데뷔를 치렀다. 포울센은 데뷔 시즌인 덴마크 수페르리가 2002-03 시즌의 33경기 중 21경기에 출전하였다. 덴마크 수페르리가 2003-04 시즌에는 전 경기에 출전하였다.

### SC 헤이렌베인
2006년 1월, 포울센은 네덜란드 에레디비시의 SC 헤이렌베인과 3년 6개월 계약을 맺었다. 에레디비시 2006-07 시즌 전반기에는 오른쪽 풀백으로 활약하였으나, 후반기에는 오른쪽 미드필더로 활약했다. 헤이렌베인에서는 줄곧 후보 선수로 활용되었다.

### 오르후스 GF
2008년 8월 포울센은 오르후스 GF와 계약을 맺으며, 덴마크로 복귀하였다. 은사 오베 페데르센 아래 폴센은 정규 리그 출장 횟수를 보장받으며, 선수 경력을 이어나가기 시작했다. 9월에 올보르 BK를 상대로 데뷔골을 터뜨렸다. 2009년에는 덴마크 수페르리가의 올해의 선수상을 받았다. 그러나 2010년 2월 그는 발목 부상을 당하며, 2010년 5월 포울센의 소속팀 오르후스는 2부 리그로 강등되었다. 시즌 종료 이후 이탈리아 세리에 A SS 라치오가 관심을 표명하였으나, 2010년 FIFA 월드컵에 집중하기 위해 선수 본인이 거절하였다.

### FC 미트윌란
2010년 FIFA 월드컵에서의 좋은 활약을 토대로, 위건 애슬래틱 FC와 1. FC 쾰른의 관심을 받았다. 그러나 포울센은 8월 17일 덴마크의 FC 미트윌란과 계약을 체결하였다. 미트윌란에서의 첫번째 시즌에는 16경기에 출전하고 2골을 기록하는 데에 그쳤다. 그러나 두번째 시즌에는 30경기에 출전, 7골과 5개의 어시스트를 기록하였다.

### AS 모나코 FC
2012년 여름 프랑스 리그 2의 AS 모나코 FC가 1천만 덴마크 크로네의 이적료로 야코브 포울센을 영입했음을 발표했다. 시즌 전반기에는 주전 미드필더로 활약하였으나, 후반기 이후부터는 명단에서 제외되었다. 팀은 승격에 성공하였으나, 포울센은 팀을 떠났다.

### FC 미트윌란
2014년 포울센은 덴마크의 미트윌란으로 복귀했다.

## 국가대표 경력
야코브 포울센은 덴마크의 연령별 대표팀을 거쳤다. 2009년 2월 덴마크 축구 국가대표팀에 첫 발탁이 되었고, 그리스와의 친선 경기에 데뷔 경기를 가졌다. 2010년 FIFA 월드컵 덴마크 대표팀의 최종 명단에 들면서, 남아프리카 공화국으로 향했다. 카메룬과의 2-1 승리에 교체 출전, 일본과의 1-3 패배에 교체 출전하며 월드컵 2경기 교체 출전 기록을 세웠다.

### 국가대표 득점 기록
득점은 덴마크의 득점이 항상 앞에 위치한다
| # | 날짜             | 장소                   | 상대     | 스코어 | 결과 | 대회                         |
| - | ---------------- | ---------------------- | -------- | ------ | ---- | ---------------------------- |
| 1 | 2009년 10월 10일 | 덴마크 코펜하겐 파르켄 | 스웨덴   | 1–0    | 1–0  | 2010년 FIFA 월드컵 지역 예선 |
| 2 | 2015년 6월 13일  | 덴마크 코펜하겐 파르켄 | 세르비아 | 2–0    | 2–0  | 2016년 UEFA 유로 예선        |